# ゆめまる
ゆめまる（1994年〈平成6年〉1月23日 - ）は日本の愛知県安城市出身のYouTuber 、ラジオパーソナリティ。愛知県岡崎市を拠点に活動する6人組YouTuberグループ「東海オンエア」のメンバーである。メンバーカラーは黒→ ピンク→ 黒→ピンク、血液型はB型。妻は元Split BoBのなつみ。

## 来歴

### 生い立ち
1994年1月23日、4人兄弟の末っ子として安城市に生まれる。
小学校から大学まで陸上部に所属し、高校時代には陸上800mの新人戦で愛知県2位の好成績を残している。

### YouTuberとして
2013年のチャンネル開設以来、東海オンエアのメンバーとしてYouTubeを中心に活動している。
東海オンエアでの活動初期は学業との両立により、思うように動画に出演できない状態が続いたが、専門学校卒業後は専業YouTuberとしてほぼ毎動画に出演するようになった。
2018年4月4日には、個人チャンネル「ゆめまる美術館」を開設した。
現在は上記チャンネルのほか、夫婦で飼っている保護猫2匹の成長をまとめた動画チャンネル「ゆきとら。ねこ!ネコ!猫!」の編集も担当している。

### 個人での活動
2018年10月より、ラジオパーソナリティとしての活動を開始。東海ラジオの『東海オンエアラジオ』でメインパーソナリティを務めている。
2020年8月3日、アパレルブランド「Bark at the Moon」を立ち上げ、UUUMオンラインショップにて販売開始した。
2021年6月13日に自身のツイッターにて結婚を報告。結婚相手について、発表当初は「タンパク質武田」と呼ばれていたが、2022年1月16日に東海オンエアのYouTubeチャンネルに投稿された動画「【収集つかず】1番効率よく酔えるアルコール度数ってどれくらいなのかな？」(原文ママ)において、元Split BoBのなつみであることが明かされた。
また、結婚発表と同日に投稿された動画で妻の妊娠も明かされ、10月2日に第一子が誕生した。2024年12月9日には第二子の誕生も報告した。

## 人物
- 虫眼鏡曰く、「酒とタバコが好きだけど一番優しいやつ」[14]。
- てつや曰く、「奇妙奇天烈摩訶不思議人間」[15]。
- ほぼ毎日酒を嗜む[16]。好きな酒はビールで、「10杯目までは絶対ビール」というこだわりがある[16]。ゆめまる自身はその酒豪ぶりについて、「正直、最初の10杯目までのビールはお冷（水）だと思って飲んでる」と冗談交じりに語っている[16]。
- 動画内ではえずくシーンが多く、グループ内ではこの行為を「嗚咽」[注 4]と呼んでいる。
- 父親は杭全鮒金（金魚と鮒のハイブリッド新品種）を開発した「たま金」であることが東海オンエアラジオ内で明かされた[19]。
- 愛車はメルセデスベンツ・Gクラス[20]、メルセデスベンツ・W113SL[21]、光岡・MC-1[22]。
- 奇抜な髪型にすることが多く、これまでにアフロ[23]、ピンクのモヒカン[24]、金髪[25]、スキンヘッド[26]、ライン入りの坊主[27]、タトゥーヘア[28]などといった多種多様な髪型に挑戦している。

## 出演

### ラジオ
- 東海オンエアラジオ（2018年10月4日 - 、東海ラジオ）- メインパーソナリティ。

### 映画
- 乱歩の幻影（2024年7月26日、JACO） - 金物屋店主 役[29][30]

### 短編映画
- ふれる（2022年7月8日 - 、モビリティリゾートもてぎ）[31]

### Webドラマ
- グレーゾーンシリーズ（2020年3月23日 - 5月25日、2022年8月1日 - 9月5日、YouTube）- 野口夢丸 / 東海オンエアゆめまる 役